# Ekkehard Prophet
Ekkehard Prophet (* 16. Juli 1938 auf Rügen; † 19. November 2014) war ein deutscher Schauspieler, Regisseur und Theaterintendant.

## Leben und Wirken
Ekkehard Prophet wurde 1938 auf der Insel Rügen als sechstes Kind eines Pfarrers geboren. Prophet studierte an der Hochschule für Schauspielkunst „Ernst Busch“ Berlin Schauspiel und galt als Intendantenkader. Er hatte Anstellungen zunächst am Theater Zwickau, wo er neben der eigenen Schauspielerei 1966/1967 oder 1976 erstmals auch Regie führte. Zeitweise leitete er das Haus kommissarisch. Von 1981 bis 1986 wechselte er als Intendant an das Theater Rudolstadt, wo er das marode Schauspielhaus renovieren und umbauen ließ. Neben der Arbeit als Intendant stand er weiterhin auf der Bühne, so beispielsweise in der Spielzeit 1984/85 in Die Aula nach dem gleichnamigen Roman von Hermann Kant. 1986 verließ Prophet Rudolstadt und wechselte bis 1989 an das Volkstheater Rostock, bevor er zur Spielzeit 1990/91 an das Brandenburger Theater in Brandenburg an der Havel ging. Dort wurde er von der Stadtverordnetenversammlung zum Generalintendanten bestimmt.
In der Zeit seiner Intendanz am BT wurde 1992 der Grundstein für die neue Studiobühne (seit 2000 Teil des CulturCongressCentrums) gelegt. 1994 wurde Prophet aufgrund von Vorwürfen einer Mitarbeit bei der Staatssicherheit von seinem Posten entbunden. Er blieb dem Brandenburger Theater jedoch als Schauspieler treu und hatte ab 1995 mehrere Gastverträge im Haus. So stand er in der Rolle des Tevje im Stück Anatevka  57-mal auf der Bühne. Er blieb noch insgesamt fünf Jahre als Schauspieler am BT.